# Six Flags St. Louis
Six Flags St. Louis är en nöjespark i Eureka, Missouri, USA. Parken ägs av Six Flags och öppnade 1971, som den tredje parken i Six Flags-kedjan. Parken hette tidigare Six Flags over Mid-America, men bytte namn till Six Flags St. Louis.

## Åkattraktioner

### Berg- och dalbanor
- Boss - 2000
- Tony Hawk's Big Spin - 2007
- Evil Knievel - 2008